# Лебединцев, Всеволод Владимирович
Всеволод Владимирович Лебединцев (5 июля 1881, Одесса — 17 февраля 1908, под Петербургом) — российский террорист. В деле о покушении на министра юстиции И. Г. Щегловитова был привлечён как подследственный под вымышленным именем — Марио Кальвино.

## Биография

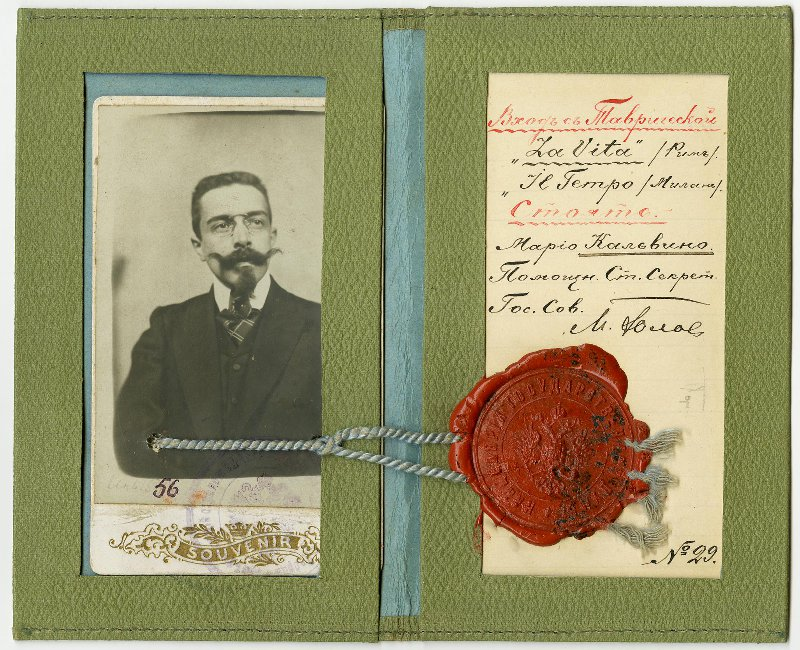
Пропуск в Таврический дворец, где заседала Государственная дума, выданный на имя Марио Кальвино

Отец — Владимир Арсеньевич, член гражданского департамента Одесской судебной палаты. Мать — Надежда Александровна.
До 12 лет Лебединцев обучался дома. Его учителем были швед Хольмсер (Holmser), который научил его любить и понимать природу. Географией с ним занималась его тётка по отцу А. А. Гамова, мать физика Г. А. Гамова. На 12-м году Лебединцев поступил в одесскую Ришельевскую гимназию, которую окончил в 1899 году.
В 1899 году Лебединцев поступил в Новороссийский императорский университет. Здесь он написал диссертационную работу «Сравнение способов определения яркости небесных светил». За эту работу Лебединцев получил золотую медаль. В 1904 году Лебединцева отчислили из университета и арестовали за участие в беспорядках. Его в административном порядке на 6 месяцев заключили в тюрьму. В августе 1904 года его выпустили из тюрьмы «под надзор полиции».
В конце 1904 года Лебединцев получил назначение на должность штатного астронома-вычислителя в Пулковскую обсерваторию. В феврале 1905 г. Лебединцев работал в Одесском отделении Пулковской обсерватории под руководством А. Р. Орбинского, а в Пулково помогал С. К. Костинскому в астрономических измерениях и вычислениях. Затем он работал с А. П. Ганским. Собираясь наблюдать солнечное затмение в Испании, Ганский выбрал себе в помощники Лебединцева. Из письма Лебединцева директору обсерватории Баклунду от 13 ноября 1905 года можно понять, что Лебединцев был в Испании, но на обратном пути задержался в Риме.
В мае 1907 Лебединцев попытался совершить самоубийство, бросившись с холма в Тибр, но был вытащен из воды увидевшим это пастухом.
Весной 1907 года через Париж поехал в Россию, воспользовавшись паспортом доктора агрономии Марио Кальвино. Паспорт на имя Марио Кальвино (Mario Calvino) Лебединцев получил при содействии служащего министерства земледелия. С настоящим Кальвино Лебединцев познакомился ранее в Риме, где Кальвино преподавал в сельскохозяйственном институте. Имея также удостоверение на имя Кальвино, сотрудника итальянской газеты «Tribuna», Лебединцев отправился в Россию.
Приехав в Россию, присоединился к Летучему боевому отряду Северной области Партии социалистов-революционеров, принимал участие в подготовке покушений на великого князя Николая Николаевича и министра юстиции И. Г. Щегловитова. Планировал взрыв Государственного Совета во время заседания.
В середине октября 1907 ездил в Цюрих и Париж.
7 февраля 1908 г. был арестован в Петербурге на Малой Морской улице. Во время ареста имел при себе бомбу и заряженный браунинг. Вместе с другими участниками отряда был предан военному суду. Заседание военно-окружного суда состоялось 14 февраля 1908 г. На суде отказался давать какие-либо показания. Был приговорен к смертной казни и казнен 16 февраля 1908 г.
Суд и казнь Лебединцева, проходившего в деле под именем и паспортом Марио Кальвино, стали причиной политической кампании в Италии с призывом не допустить казни в России итальянского подданного. Незадолго до казни осужденного в тюрьме посетил представитель итальянского посольства, убедившийся, что он не тот, за кого себя выдает. С просьбой о приостановке казни к премьер-министру П. А. Столыпину обращался министр иностранных дел России А. П. Извольский, однако его аргументы понимания у Столыпина не встретили.
После того, как было установлено, что под именем Кальвино скрывался русский, воспользовавшийся подлинным паспортом реально существующего гражданина Италии, перед настоящим агрономом Марио Кальвино возникла опасность судебного преследования, и тот был вынужден эмигрировать в Америку. В 1923 году на Кубе родился его сын — известный впоследствии писатель Итало Кальвино.

## «Рассказ о семи повешенных»
Лебединцев был изображен как персонаж под именем Вернер в «Рассказе о семи повешенных» Леонида Андреева.